# Vagone dell'Armistizio
Il vagone dell'armistizio o vagone di Compiègne era il vagone ferroviario in cui furono firmati sia l'armistizio di Compiègne dell'11 novembre 1918 che quello del 22 giugno 1940.
Dall'estate 1918 era divenuto la carrozza personale del comandante supremo delle forze dell'Intesa, maresciallo di Francia Ferdinand Foch e fu successivamente esposto nei musei francesi. Dopo il crollo della Francia nel giugno 1940, Adolf Hitler fece riportare il carro nel luogo esatto della firma del 1918 per ripetere la cerimonia, questa volta con la Germania vittoriosa. Il vagone fu trasferito in Germania nel 1944 e molto probabilmente fatto saltare in aria dalle Schutzstaffel nel 1945.

## Storia
Il vagone fu costruito nel 1914 a Saint-Denis come carrozza ristorante n. 2419D e fu operato con questa funzione durante la prima guerra mondiale dalla Compagnie Internationale des Wagons-Lits, nota per supervisionare il funzionamento dell'Orient Express. Nell'agosto 1918 fu requisito dall'esercito francese e trasformato in ufficio e quartier generale mobile del maresciallo di Francia Ferdinand Foch: egli, comunque, cominciò a farne uso solo da ottobre. L'8 novembre Foch e rappresentanti delle potenze alleate e dell'Impero tedesco si incontrarono proprio nel vagone per discutere i termini della cessazione delle ostilità in Europa, infine accettate e rese ufficiali l'11 novembre. Da allora il veicolo, fu detto "vagone dell'armistizio" o "vagone di Compiègne". 
La carrozza fu successivamente restituita alla Compagnie Internationale des Wagons-Lits, ma nel settembre 1919 fu donato al Musée de l'Armée di Parigi; dal 1921 al 1927, in particolare, rimase in esposizione al Cour d'honnoure dell'adiacente Hôtel des Invalides. Su richiesta del sindaco di Compiègne e con l'appoggio dell'americano Arthur Henry Fleming, la carrozza fu restaurata e inviata a Compiègne per essere incastonata in un monumento commemorativo detto Radura dell'Armistizio: il vagone fu collocato in un piccolo edificio costruito appositamente, a pochi metri dal luogo esatto della cerimonia della firma.
Verso la fine del giugno 1940 Adolf Hitler si recò a Parigi per presenziare alla cerimonia di resa della Francia sconfitta e, pertanto, ordinò che il numero 2419D fosse spostato esattamente nello stesso luogo del novembre 1918 per un secondo "armistizio a Compiègne", a parti invertite, fissato per il 22 giugno e avvenuta in un'atmosfera umiliante per i rappresentanti francesi. Il vagone fu in seguito trasferito a Berlino ed esposto nel Duomo della capitale. Nel 1944, per preservarlo dai distruttivi bombardamenti alleati, fu spostato in Turingia dapprima nel paese di Ruhla, poi a Crawinkel, vicino a un vasto sistema di tunnel. Lì rimase fino al marzo 1945, quando le Schutzstaffel, all'approssimarsi delle divisioni statunitensi, lo distrussero mediante dinamite o incendiandolo: questa è la versione generalmente accettata. Testimonianze oculari di SS cadute prigioniere e di civili, però, parrebbero sostenere l'ipotesi che il veicolo fosse andato perduto nell'aprile 1944, durante un attacco aereo vicino a Ohrdruf (sempre in Turingia).

## Replica
Il vagone odierno è una copia esatta di quello originale. Nel 1950 la Wagons-Lits donò infatti al museo una carrozza della stessa serie: la 2439D è identica alla sua gemella, dalle finiture in legno lucido alle sedie borchiate e rivestite in pelle; oltretutto, la vettura era stata anche parte del treno privato di Foch durante la firma del 1918. Alla cerimonia del 1950, è stato rinumerato n. 2419D. È parcheggiato accanto all'esposizione dei resti dell'originale, ovvero alcuni frammenti di decorazione in bronzo e due rampe di accesso.